# Colegiata de San Bartolomé
La colegiata de San Bartolomé es un edificio de la localidad española de Belmonte, en la provincia de Cuenca. Cuenta con el estatus de Bien de Interés Cultural.

## Descripción
La colegiata se ubica en la localidad conquense de Belmonte, en la comunidad autónoma de Castilla-La Mancha. Se construyó sobre la antigua parroquia visigótica del siglo V. Una sepultura humana y una piedra plana en su cabecera, con el Crismón inciso XP, junto a otros restos y antiguos muros, aparecidos en obras de restauración de 1976, así lo atestiguan.

El marqués de Villena y maestre de la Orden de Santiago, don Juan Pacheco (1419-1474), hace labrar y edificar de nuevo desde los cimientos casi toda la iglesia de Belmonte. A instancias suyas el papa Pío II erige la parroquia de Belmonte en colegiata en el año de 1459, para "que sea digna de la gloria de Dios y del Bienaventurado San Bartolomé a quien está dedicada", según dice la bula del Concilio de Basilea en 1436. Esto supone que exista un Cabildo, presidido por el prior, llegando a treinta y dos entre canónigos y prebendados que lo componían. Sus obras continuaron a lo largo de los cuatro siglos siguientes. 

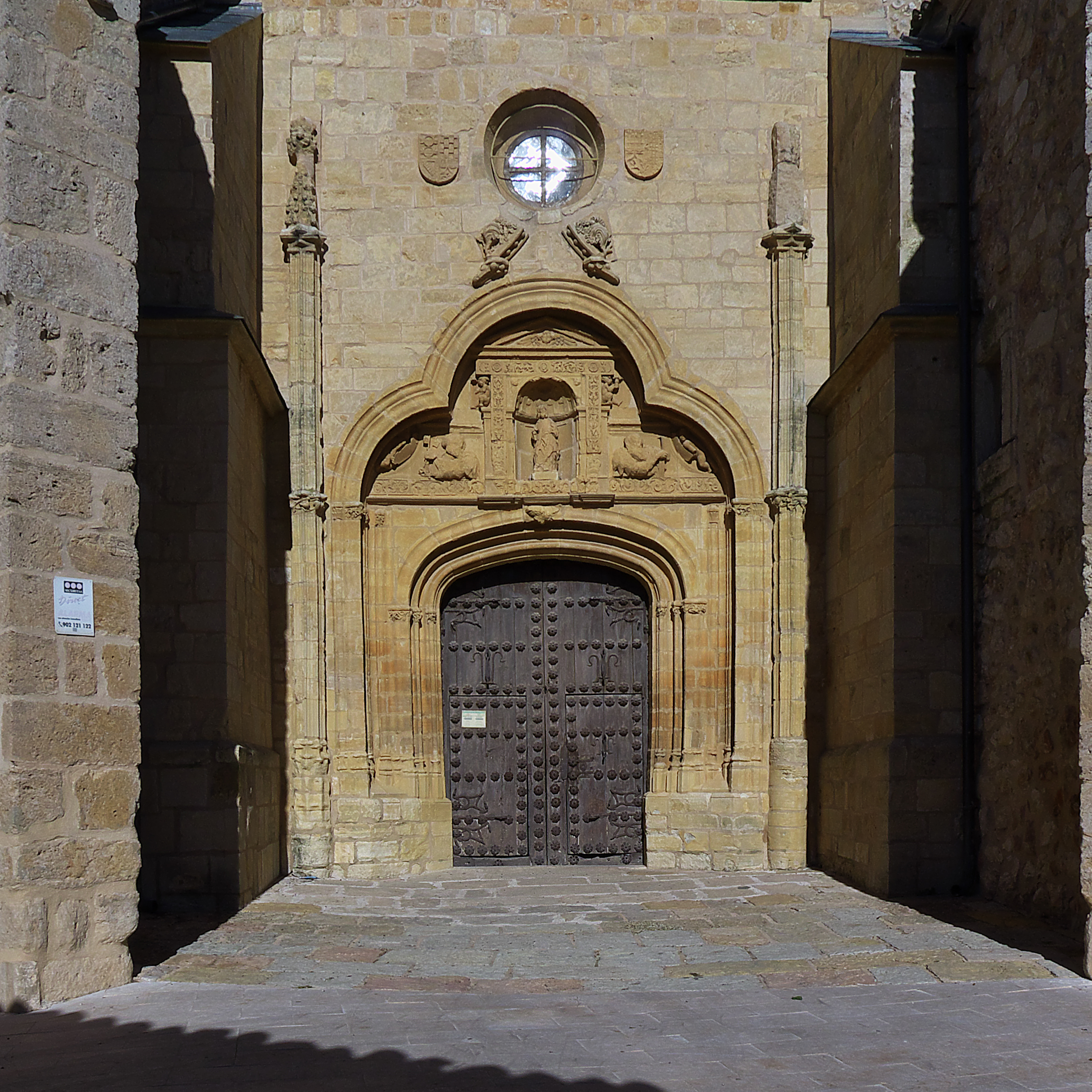
Puerta del Sol

Así queda la iglesia parroquial, ya con el título de colegiata, de planta de tres naves amplias y de severa magnificencia, con cuatro tramos que separan gruesos pilares redondos, soportando arcos apuntados y bóvedas de crucería. Los soportes son columnas circulares, sólidas y robustas, con doble columnilla o baquetón que sirven de apoyo a las mismas bóvedas.	
En la intersección de todos los nervios de bóveda, así como en su apoyo en cada una de las columnas correspondientes, aparece un motivo heráldico con las armas de los apellidos del marqués de Villena. Como hemos apuntado, la primera edificación fue de época visigótica, pasando a ser adaptada a los tiempos del románico, para posteriormente concluir con el gótico, majestuosamente representado en los contrafuertes y ventanales del ábside.

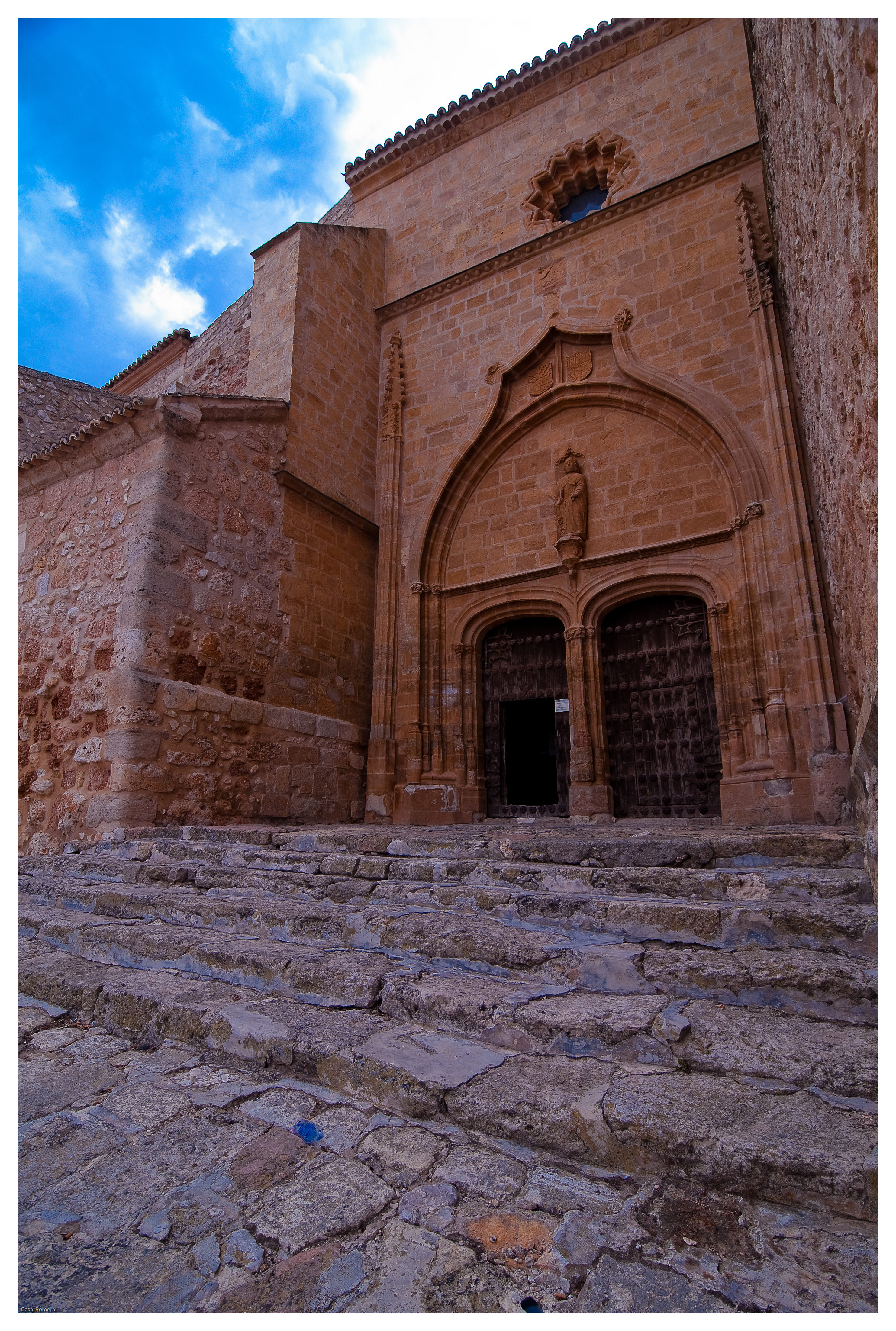
Puerta de los Perdones

La puerta de los Perdones, la del poniente, está flanqueada por dos arcos germinados y rebajados, cobijados bajo otro ligeramente apuntado, en cuyo tímpano y sobre el parteluz surge la figura solemne y majestuosa de San Bartolomé. La puerta del Sol, orientada al mediodía, está cercada por dos pináculos góticos. El hueco de la puerta es un arco rebajado e inscrito dentro de otro trilobulado del gótico florido. El tímpano sufrió una transformación en el siglo XVI adosando elementos platerescos en su decoración. En  la hornacina se cobijaba una imagen de la Virgen que desapareció en 1936, por lo que en 1973 se incorpora una imagen gótica de San Andrés, traída del hospital de la Villa del mismo nombre.
Las familias nobles de Belmonte fueron agregando capillas en las naves laterales de la Colegiata, dotándolas de altares, rejas, imágenes, pinturas, ornamentos, orfebrería, etc., como recogen los documentos conservados en el archivo parroquial. Allí se encuentran cartas de donación, censos, testamentos, libros de fábrica, capellanías, bulas y privilegios, contratos, actas capitulares con todo tipo de detalles, escrituras de venta y condiciones de obra de arquitectos, canteros, alarifes, entalladores, rejeros, pintores, bordadores, orfebres y organeros. Todos ellos recogen la maestría de sus autores, los mejores de Castilla, que despliegan sus obras durante cinco siglos.
La sillería del coro de la colegiata, de 1454, es el primer coro historiado de España, constituido en todo un icono y una de las partes más destacadas de la colegiata. Fue tallada en madera de nogal por los maestros Hannequin de Bruselas y su hermano Egas, originalmente destinada para la catedral de Cuenca, según encargo del obispo don Lope Barrientos y trasladada a Belmonte en el siglo XVIII, tal y como se recoge en las actas del Cabildo de Cuenca, ya que el coro se les había quedado pequeño, con viejas sillas que por su fábrica tocan ya en indecentes, por lo que se propone hacer una sillería nueva.
Recién sentado el coro, un acuerdo del Cabildo dispone que el cuadro de la Virgen que está en la Sacristía, se ponga sobre la silla presidencial; se trata de un hermoso lienzo sobre tabla de la Virgen con Jesús, recién  bajado de la cruz, muerto en sus brazos, de gran mérito y calidad artística, atribuido al "Divino" Luis Morales. Se aprecia el patetismo con toda su belleza y delicada religiosidad, así como el rictus y dulzura de gesto que Morales sabía imprimir en sus obras. Expertos en arte han afirmado que las caras de la Virgen y del Cristo están pintadas, sin duda, por este artista. Es importante destacar que uno de los sacerdotes que componen el Cabildo de la colegiata durante el último tercio del siglo XVI es Pedro de Chaves, hermano de Leonor de Chaves, esposa de Luis de Morales. La sillería se completó con la realización en 1718 de un órgano de tubos que realizó el maestro organero Julián de la Orden.

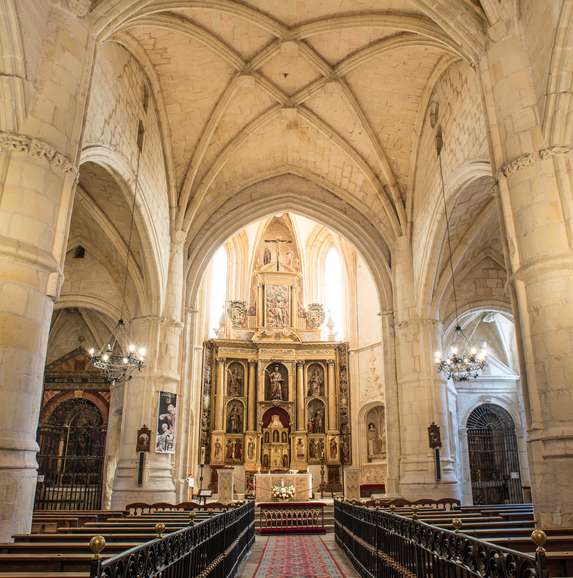
Altar mayor de la colegiata
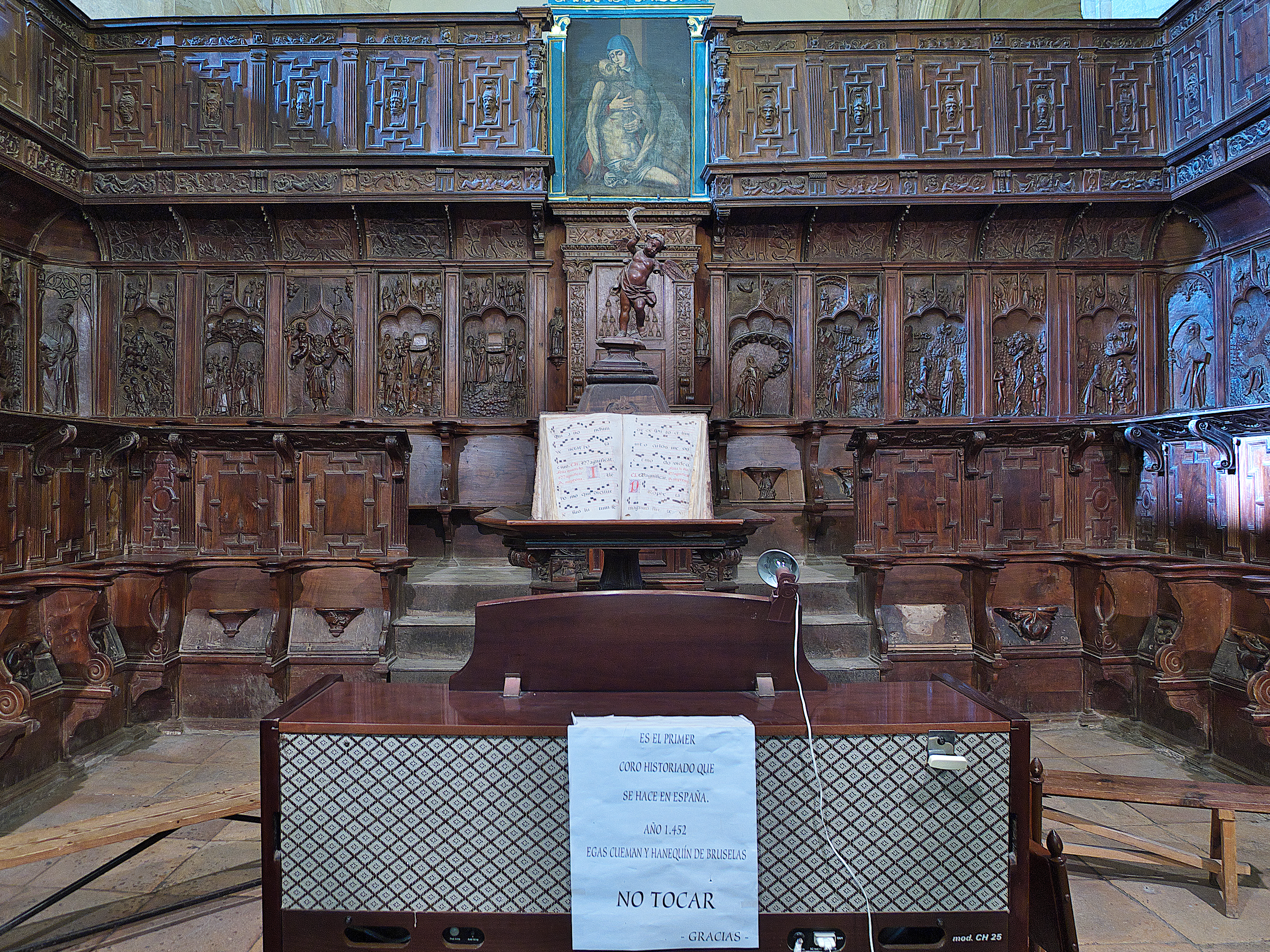
Sillería de la colegiata, obra de los maestros Egas y Hanequín de Bruselas
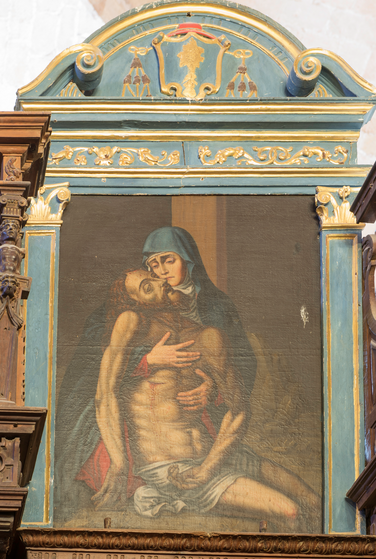
Virgen con Jesús muerto descendido de la Cruz. Atribuido a Luis de Morales
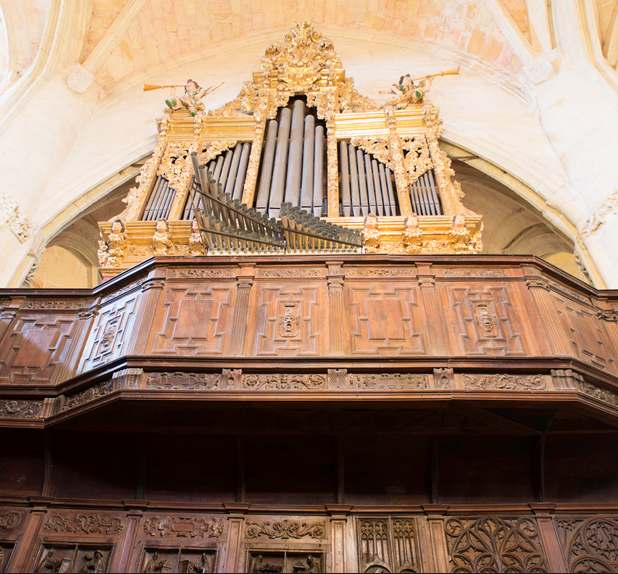
Órgano de la colegiata, obra de Julián de la Orden en 1718

Durante la guerra civil los vecinos y autoridades locales lograron que no fuera destruido por los milicianos frentepopulistas, resultando decisiva la intervención de la Junta Provincial y la Junta Central que visitó Belmonte en septiembre de 1938. A pesar de ello, su organo sí fue destruido y se requisaron las joyas, alhajas, así como todo el oro y la plata.
Fue declarado monumento histórico artístico el 27 de julio de 1943, mediante un decreto publicada el 3 de agosto de ese mismo año en el Boletín Oficial del Estado. En 1981 fue inaugurado un museo de arte sacro en el interior de la colegiata, promovido por el párroco Luis Andújar. En la actualidad está catalogado como Bien de Interés Cultural, con la categoría de monumento.